# Ранчос-де-Теос (Нью-Мексико)
Ранчос-де-Теос (англ. Ranchos de Taos) — переписна місцевість (CDP) в США, в окрузі Таос штату Нью-Мексико. Населення — 2707 осіб (2020).

## Географія
Ранчос-де-Теос розташований за координатами 36°21′44″ пн. ш. 105°36′4″ зх. д. / 36.36222° пн. ш. 105.60111° зх. д. (36.362127, -105.601181).  За даними Бюро перепису населення США в 2010 році переписна місцевість мала площу 9,38 км², уся площа — суходіл.

## Демографія
Згідно з переписом 2010 року, у переписній місцевості мешкало 2518 осіб у 1095 домогосподарствах у складі 638 родин. Густота населення становила 268 осіб/км².  Було 1244 помешкання (133/км²).
Расовий склад населення:
| - 64,2 % — білих - 1,9 % — корінних американців - 0,7 % — чорних або афроамериканців - 0,3 % — азіатів - 26,8 % — осіб інших рас |

До двох чи більше рас належало 6,1 %. Частка іспаномовних становила 70,3 % від усіх жителів.
За віковим діапазоном населення розподілялося таким чином: 23,6 % — особи молодші 18 років, 59,7 % — особи у віці 18—64 років, 16,7 % — особи у віці 65 років та старші. Медіана віку мешканця становила 42,3 року. На 100 осіб жіночої статі у переписній місцевості припадало 97,3 чоловіків;  на 100 жінок у віці від 18 років та старших — 90,8 чоловіків також старших 18 років.
Середній дохід на одне домашнє господарство  становив 50 794 долари США (медіана — 35 293), а середній дохід на одну сім'ю — 72 419 доларів (медіана — 48 047). За межею бідності перебувало 23,2 % осіб, у тому числі 24,9 % дітей у віці до 18 років та 25,5 % осіб у віці 65 років та старших.
Цивільне працевлаштоване населення становило 1121 осіб. Основні галузі зайнятості: роздрібна торгівля — 27,3 %, освіта, охорона здоров'я та соціальна допомога — 21,5 %, будівництво — 18,9 %.